# Cleveland Browns 1979
La stagione 1979 dei Cleveland Browns è stata la 30ª della franchigia nella National Football League. La squadra concluse con un record di 9-7 concludendo diverse gare punto a punto, terminando terza nella AFC Central division e mancando l'accesso ai playoff per il settimo anno consecutivo sotto la direzione del capo-allenatore Sam Rutigliano. 

## Calendario
| Stagione regolare |              |                        |           |        |                                 |          |         |
| Turno             | Data         | Avversario             | Risultato | Record | Stadio                          | Pubblico | Sintesi |
| 1                 | 2 settembre  | at New York Jets       | V 25–22   | 1–0    | Shea Stadium                    | 48,272   | Recap   |
| 2                 | 9 settembre  | at Kansas City Chiefs  | V 27–24   | 2–0    | Arrowhead Stadium               | 42,181   | Recap   |
| 3                 | 16 settembre | Baltimore Colts        | V 13–10   | 3–0    | Cleveland Municipal Stadium     | 72,070   | Recap   |
| 4                 | 24 settembre | Dallas Cowboys         | V 26–7    | 4–0    | Cleveland Municipal Stadium     | 80,123   | Recap   |
| 5                 | 30 settembre | at Houston Oilers      | S 10–31   | 4–1    | Houston Astrodome               | 48,915   | Recap   |
| 6                 | 7 ottobre    | Pittsburgh Steelers    | S 35–51   | 4–2    | Cleveland Municipal Stadium     | 81,260   | Recap   |
| 7                 | 14 ottobre   | Washington Redskins    | S 9–13    | 4–3    | Cleveland Municipal Stadium     | 63,323   | Recap   |
| 8                 | 21 ottobre   | Cincinnati Bengals     | V 28–27   | 5–3    | Cleveland Municipal Stadium     | 75,119   | Recap   |
| 9                 | 28 ottobre   | at St. Louis Cardinals | V 38–20   | 6–3    | Busch Memorial Stadium          | 47,845   | Recap   |
| 10                | 4 novembre   | at Philadelphia Eagles | V 24–19   | 7–3    | Veterans Stadium                | 69,019   | Recap   |
| 11                | 11 novembre  | Seattle Seahawks       | S 24–29   | 7–4    | Cleveland Municipal Stadium     | 72,440   | Recap   |
| 12                | 18 novembre  | Miami Dolphins         | V 30–24   | 8–4    | Cleveland Municipal Stadium     | 80,374   | Recap   |
| 13                | 25 novembre  | at Pittsburgh Steelers | S 30–33   | 8–5    | Three Rivers Stadium            | 49,112   | Recap   |
| 14                | 2 dicembre   | Houston Oilers         | V 14–7    | 9–5    | Cleveland Municipal Stadium     | 69,112   | Recap   |
| 15                | 9 dicembre   | at Oakland Raiders     | S 14–19   | 9–6    | Oakland–Alameda County Coliseum | 52,641   | Recap   |
| 16                | 16 dicembre  | at Cincinnati Bengals  | S 12–16   | 9–7    | Riverfront Stadium              | 42,183   | Recap   |

Note: gli avversari della propria division sono in grassetto.

## Classifiche
| AFC Central            |    |    |   |      |      |      |     |     |     |
|                        | V  | S  | P | %    | CONF | DIV  | PF  | PS  | STR |
| Pittsburgh Steelers(2) | 12 | 4  | 0 | .750 | 4–2  | 9–3  | 416 | 262 | V1  |
| Houston Oilers(4)      | 11 | 5  | 0 | .688 | 4–2  | 9–3  | 362 | 331 | S1  |
| Cleveland Browns       | 9  | 7  | 0 | .563 | 2–4  | 6–6  | 359 | 352 | S2  |
| Cincinnati Bengals     | 4  | 12 | 0 | .250 | 2–4  | 2–10 | 337 | 421 | V1  |